# Crazy Pictures
Crazy Pictures és un col·lectiu cinematogràfic de Norrköping fundada el 2008.. Primer es van fer coneguts per la seva sèrie de curtmetratges a Youtube, Poesi för fiskar, abans del llargmetratge Den blomstertid nu kommer es va estrenar als cinemes el cap de setmana del Midsommar de 2018. El seu segon llargmetratge, UFO Sweden, de 2022, va ser publicat per SF Studios i es va estrenar al cinema a Suècia el 25 de desembre de 2022. Crazy Pictures també ha fet pel·lícules comercials,  vídeos musicals i producció de televisió.

## Història
El 2010, van seguir la selecció masculina d'handbol de Suècia durant sis mesos, cosa que va donar lloc a la sèrie documental "Drömmar om guld" que es va mostrar en tres parts a TV4 durant el Campionat del món d'handbol masculí de 2011. La sèrie de televisió "En tavla hemlighet" va ser produïda per Crazy Pictures juntament amb Mediabruket el 2012. Es va estrenar la vigília de Nadal a SVT el mateix any i es va presentar en 10 episodis.
El 2014, Crazy Pictures juntament amb Art89 i Thobias Hoffmén van fer la pel·lícula interludi en una de les subcompeticions del Melodifestivalen.
Crazy Pictures va estrenar "Den blomstertid nu kommer" als cinemes el 2018. El finançament de la pel·lícula va començar com a mivtomrvrnsyhr.
El dia de Nadal de 2022, el llargmetratge UFO Sweden es va estrenar al cinema. La pel·lícula va ser estrenada per SF Studios i és una ci-ficció i una pel·lícula d'aventures que té lloc a la ciutat natal del col·lectiu de cinema Norrköping.

## Filmografia
| Any  | Títol                       |
| ---- | --------------------------- |
| 2009 | Nakenlekar                  |
| 2009 | Du ritar fult               |
| 2010 | Finns det några snälla barn |
| 2012 | Den blå mannen              |
| 2018 | Den blomstertid nu kommer   |
| 2022 | UFO Sweden                  |

## Membres
- Albin Pettersson
- Olle Tholén
- Rasmus Råsmark
- Hannes Krantz
- Gustaf Spetz
- Victor Danell